# Штакельберг, Наталья Сергеевна
Наталья Сергеевна Штакельберг (4 февраля 1897, Екатеринбург — 16 мая 1978, Ленинград) — советский историк, выпускница историко-филологического факультета Петроградского университета, ученица профессоров Платонова и Рождественского, участница «Кружка молодых историков», автор мемуаров о репрессиях в ходе «Академического дела».

## Биография
Наталья Сергеевна Егорова-Гурская родилась 4 февраля 1897 года в Екатеринбурге. В 1916 году поступила на Историко-филологический факультет Петроградского университета, по окончании курса которого в 1920 году была оставлена на кафедре для подготовки научной работы. Вышла замуж за Александра Александровича Штакельберга, учёного-энтомолога, также закончившего курс Петроградского университета в 1920 году. Семья жила в квартире на Васильевском острове, принадлежавшей Штакельбергу-старшему, отцу супруга Наталии Сергеевны, в прошлом — барону, управляющему делами Академии наук. В том же 1920 году Наталья Сергеевна стала одним из организаторов Кружка молодых историков — собрания молодых ученых, аспирантов и преподавателей петроградских высших учебных заведений, учеников виднейших профессоров истории — Платонова, Тарле, Кареева, Вульфиуса, Преснякова, Рождественского, Заозерского, Грекова и других. В связи с тем, что супруги Штакельберг пользовались большой квартирой управляющего делами Академии, то большая часть заседаний кружка проходила в их доме. В начале 1920-х годов главным членским взносом с участников кружка были дрова для печки-буржуйки и сахар для коллективного чаепития. Участники кружка читали и обсуждали свои статьи и научные работы, результаты поездок по стране и в зарубежные командировки. Молодые учёные дополняли свои научные занятия танцами, литературными чтениями, стихотворными шарадами.
Большинство участников кружка были арестованы, как участники монархистского заговора, вдохновителем которого называли академика Платонова. Наталья Сергеевна была арестована в ночь на 14 января 1930 года, более полугода провела в заключении, подвергалась жестоким ночным допросам. После одного из ночных допросов пыталась покончить собой, вскрыв вены в камере. Большинство участников кружка были освобождены после месяцев в Доме предварительного заключения. Наталья Сергеевна вышла на свободу 20 августа 1930 года, по данным, которые приводил в своих воспоминаниях другой участник кружка Сигрист, помогло личное обращение семьи Штакельбергов к Сталину. Будущий вождь поселился на несколько месяцев в квартире Штакельбергов весной 1917 года после возвращения из сибирской ссылки. Позднее в 1934 году получила предписание покинуть Ленинград в ходе кампании репрессий после убийства Кирова, но помогло заступничество президента Академии Карпинского. В 1938 году был арестован муж Натальи Сергеевны, но в 1940 году был отпущен на свободу. В период с 1932 по 1947 годы Наталья Сергеевна Штакельберг работала в Зоологическом институте АН СССР, стала автором библиографического справочника трудов по малярии, включая исторический обзор изучения болезни. В 1940 году получила степень кандидата педагогических наук без защиты диссертации за труды по библиографии малярии.
В 1975 году Наталья Сергеевна записала свои воспоминания о жизни послереволюционного Петрограда, о деятельности Кружка молодых историков и ходе Академического дела. Воспоминания были опубликованы в 1995 году и стали ценным источником для историков.